# Rachel Katznelson-Shazar

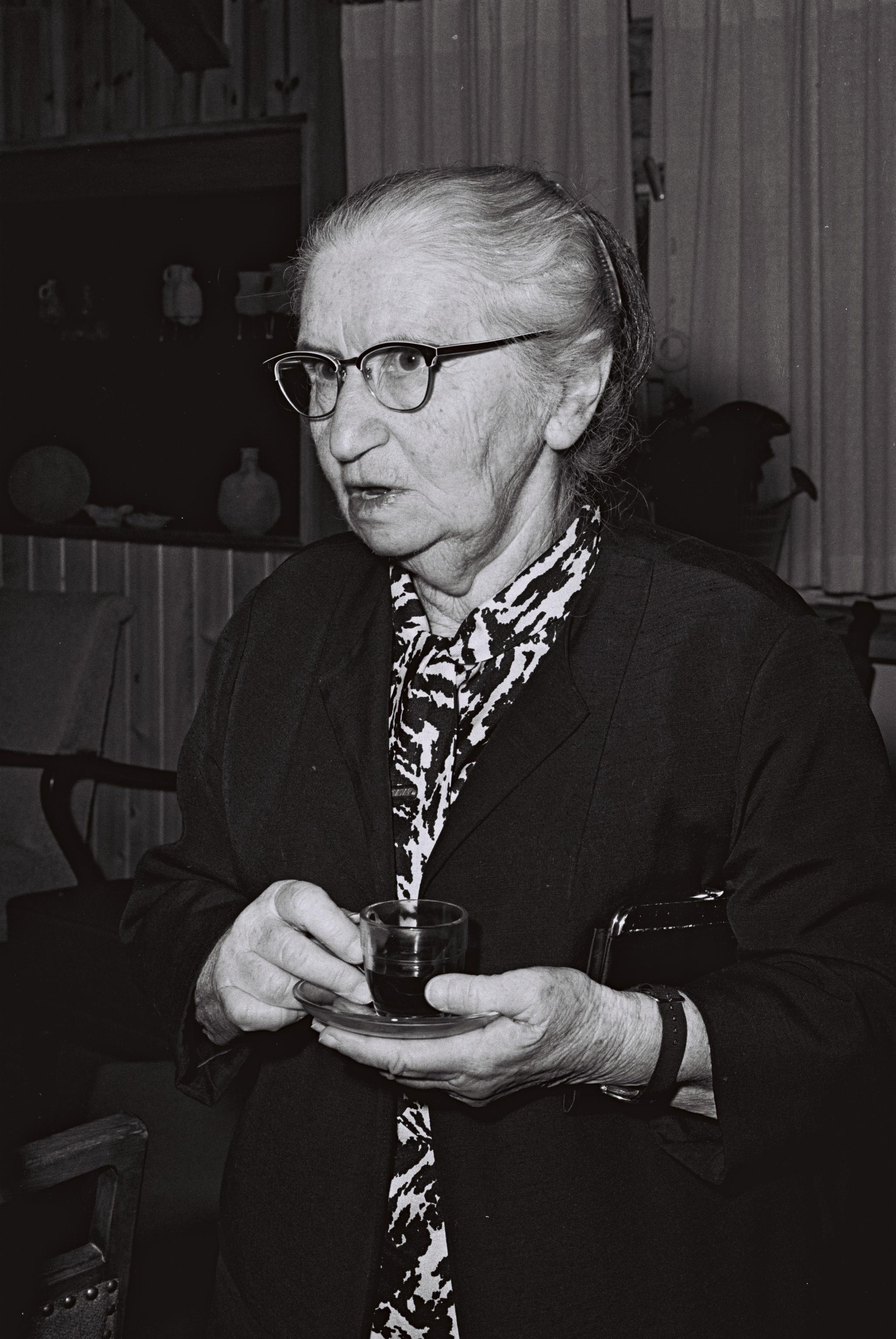
Rachel Katznelson-Shazar (1964)

Rachel Katznelson-Schasar (hebräisch רחל כצנלסון-שזר, auch Rachel Schasar, geboren als Rachel Katznelson; geboren am 24. Oktober 1885 in Babrujsk, Gouvernement Minsk, Russisches Reich; gestorben am 11. August 1975 in Jerusalem) war eine israelische Publizistin und aktive Vertreterin des sozialistischen Zionismus. Ihr Ehemann war Salman Schasar, der dritte Präsident Israels.

## Leben
Rachel Katznelson wurde 1885 (oder 1888) in Babrujsk, heute Weißrussland, im damaligen Russischen Reich in eine traditionelle jüdische Familie geboren. Mit 18 schloss sie mit großem Erfolg die Schule ab und wurde anschließend als eines von damals wenigen Mitgliedern der jüdischen Gemeinde an der Universität Sankt Petersburg akzeptiert, wo sie Literatur und Geschichte studierte. Zudem besuchte sie dort die Bestuschewsche Kurse und die Akademie für Jüdische Studien, wo sie ihren späteren Ehemann Salman Schasar kennenlernte. Sie heirateten 1920 und hatten eine Tochter.
Im Jahr 1912 emigrierte Katznelson aufgrund von Pogromen und zunehmendem Antisemitismus ins damalige Mandatsgebiet Palästina. Nachdem sie 1905 in ihrer Heimatstadt der Bewegung des sozialistischen Zionismus beigetreten war, war sie in Palästina von Anfang an aktives Mitglied mehrerer zionistischer Organisationen. Anfangs unterrichtete sie andere junge Einwanderinnen in Hebräisch und Geschichte auf der Moschawa Kinneret. 1916 wurde sie mit Berl Katznelson und Jitzchak Tabenkin in das erste Kulturkomitee der Achdut haAwoda gewählt und 1924 in das der Histadrut. 1921 gehörte sie zu den Gründerinnen der Na’amat, 1934 zu denen des Magazins Dvar HaPoelet – Jarchon Halscha BaAvoda UBaMischpacha (deutsch Wort der Arbeiterin – Monatsmagazin der Frau in der Arbeit und der Familie), dessen Chefredakteurin sie 27 Jahre lang blieb.
Sie war ihr Leben lang involviert in die Arbeit von Histradut und Mapai und übte diverse öffentliche Ämter aus. Sie unterstützte ihren Mann bei seiner Arbeit als Mitglied der Knesset, Minister und Mitglied der Jewish Agency for Israel und schließlich als Präsident von Israel 1963 bis 1973.
Rachel Katznelson-Schasar wurde mehrfach für ihre Arbeit ausgezeichnet. Unter den Preisen war 1946 der nach Josef Chaim Brenner benannte Brenner-Preis. 1958 erhielt sie den Israel-Preis für Sozialwissenschaften. 1968 wurde ihr die Auszeichnung Yakir Yerushalayim (deutsch Würdige Bürgerin von Jerusalem) verliehen.

## Familie
Rachel Katznelsons Brüder waren Avraham Katznelson (einer der Unterzeichner der israelischen Unabhängigkeitserklärung), Joseph Katznelson (ein Gefährte von Wladimir Zeev Jabotinsky sowie einer von zwei Anführern der Einwanderung nach Palästina der Irgun) und Reuben Katznelson (Mitglied der Jüdischen Legion sowie Joseph Trumpeldors Adjutant und Gefährte in der Schlacht von Gallipoli). Reuben Katznelson war der Vater von Shulamit Katznelson und Shmuel Tamir.

## Veröffentlichungen (Auswahl)
- Rachel Katznelson-Rubashow, Mark Raider, Miriam Raider-Roth (Hrsg.): The Plough Woman. Records of the Pioneer Women of Palestine. A Critical Edition. Brandeis University Press, 2002, ISBN 1-58465-183-0 (englisch, Originaltitel: The Plough Woman. Memoirs of the Pioneer Women of Palestine. 1932. Kommentierte und annotierte Neuausgabe des Originals).